# مایکل جیتر
مایکل جیتر (به انگلیسی: Michael Jeter) (۲۶ اوت ۱۹۵۲ — ۳۰ مارس ۲۰۰۳) بازیگر سینما، تلویزیون و تئاتر آمریکایی بود. زلیگ، دنیای آب، مسیر سبز، چراگاه آزاد، فیشر شاه، مرد برهنه و جنوب بهشت، غرب جهنم از فیلم‌های او هستند. مادر او ویرجینا (تولد: ۶ می ۱۹۲۷) خانه‌دار و پدرش ویلیام کلود جتر (تولد: ۱۰ مارس ۱۹۲۲ - مرگ: ۱ مارس ۲۰۱۰) یک دنداپزشک است.